# Kronepark

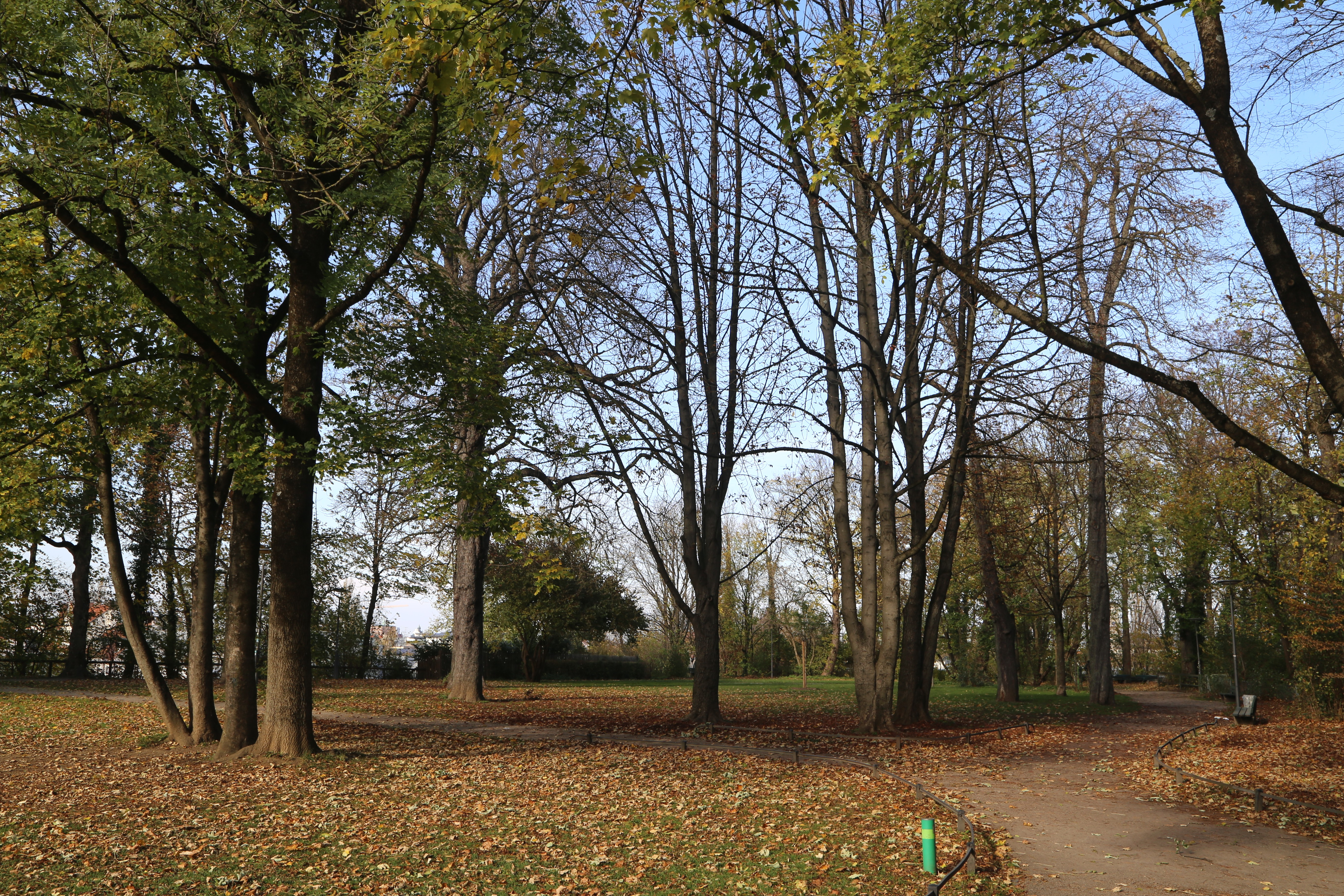
Kronepark

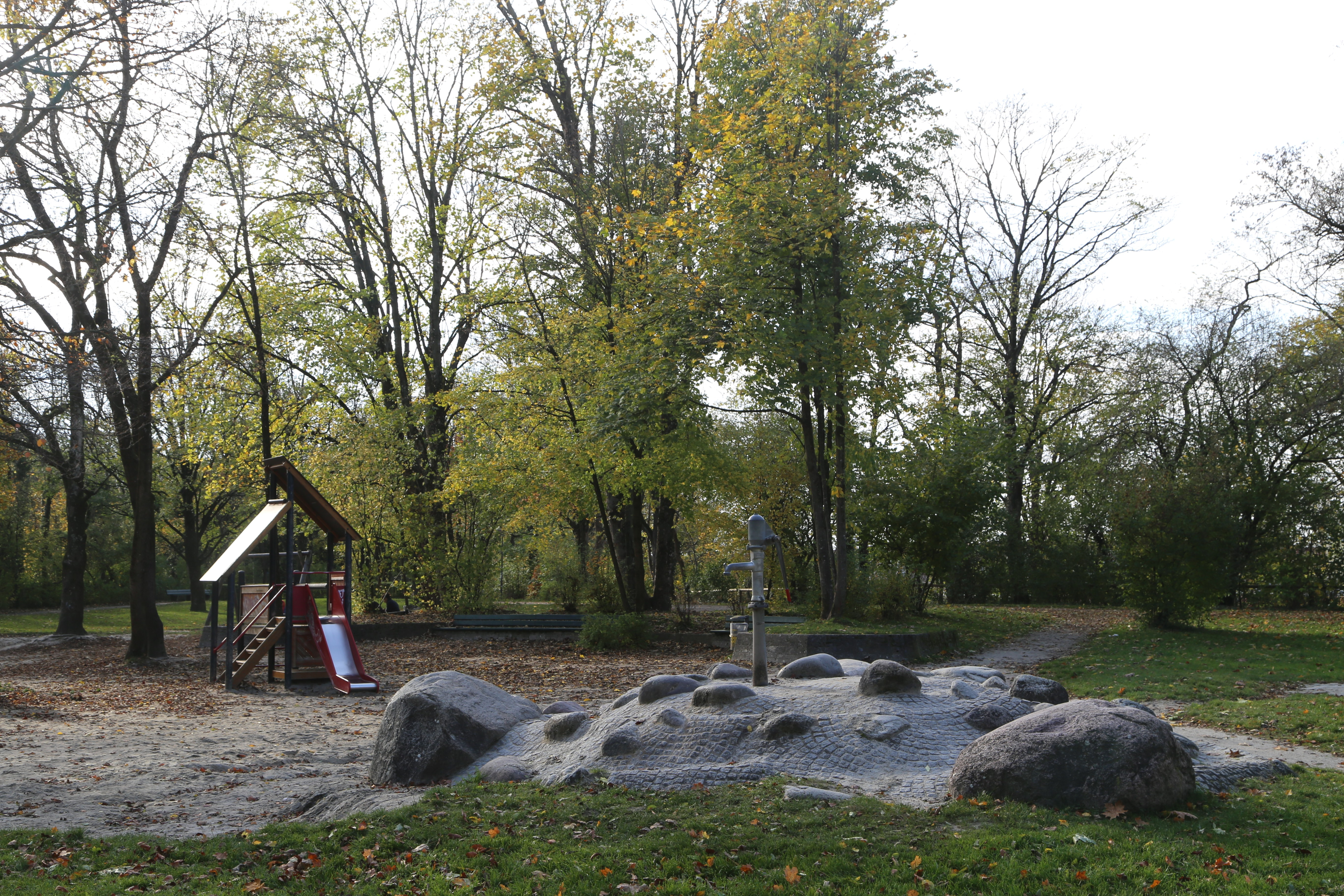
Spielplatz

Der Kronepark ist ein knapp zwei Hektar großer Park im Münchner Stadtbezirk Au-Haidhausen zwischen Nockherberg und Schmedererweg.
Der Park wurde 1870 von Carl von Effner angelegt. 1870 gehörte dieses Grundstück der Brauerei-Familie Schmederer. Nachkommen der Schmederer-Familie verkauften 1932 den Besitz an Carl Krone, der plante, die dortige Schmederer-Villa zu erweitern und ein Restaurant zu eröffnen. 1943 wurde die Villa durch Bomben zerstört. Die Stadt München erwarb Mitte der 1950er Jahre das Parkareal von der Familie Krone, Inhaberin des Circus Krone. 1955 wurde der Park ein Landschaftsschutzgebiet, was verhinderte, dass 200 Wohneinheiten dort gebaut wurden. Ebenfalls 1955 errichtete der Cowboy Club München im Park eine „Ranch“, zog aber kurze Zeit später an seinen jetzigen Standort an der Floßlände um. 1958 wurde der Park zur städtischen Erholungs- und Freizeitoase für die Giesinger. Herbert Lanz (1919–1985) gestaltete einen Trinkbrunnen aus sechs verschieden großen Quadern aus Muschelkalk. Später kam ein Pumpbrunnen für die spielenden Kinder hinzu.

## Spielplatz
Der Spielplatz im Kronepark ist Teil der städtischen Erholungs- und Freizeitanlage, die seit 1958 besteht. Er bietet verschiedene Spielgeräte für Kinder unterschiedlicher Altersgruppen. Der Park wurde ursprünglich 1870 von Carl von Effner angelegt und später von der Stadt München erworben und ausgebaut.